# Chigorodó

Bandeira de Chigorodó.

Localização de Chigorodó, no departamento de Antioquia.

Chigorodó é uma cidade e município da Colômbia, no departamento de Antioquia. Dista 306 quilômetros de Medellín, a capital do departamento. Sua superfície é de 685 quilômetros quadrados.